# Seespitz (Koralpe)
Der Seespitz ist ein 2066 m ü. A. hoher Berg in der Koralpe auf der Grenze zwischen den österreichischen Bundesländern Kärnten und Steiermark. Der Gipfel liegt nahe des Nord-Süd-Weitwanderweges und unweit des Großen Speikkogels.

## Lage und Umgebung
Der Seespitz liegt am Hauptkamm der Koralpe etwa 600 Meter nordöstlich von deren höchster Erhebung, dem Großen Speikkogel. Entlang des Kamms verläuft die Landesgrenze zwischen Kärnten (Frantschach-St. Gertraud) und der Steiermark (Bad Schwanberg). Im Süden trennt der Seespitzsattel (2040 m ü. A.) den Berg von Großem und Kleinem Speikkogel. Nördlich läuft der Gebirgsrücken über die Hühnerstütze (1989 m) und den Moschkogel weiter zur Weinebene. Sowohl das nordwestlich auf Kärntner Seite gelegene Große Kar (Koralmkar) als auch das östlich des Berges auf steirischer Seite befindliche Seekar sind Teil von Naturschutzgebieten. Nächstgelegener Stützpunkt ist das Koralpenhaus jenseits des Speikkogels.

## Geologie und Mineralogie
Geologisch gehört der Seespitz zum Altkristallin der Koralpe und besteht im Gipfelbereich aus Plattengneis vom Typus Stainz, mehr oder weniger blastomylonitischen Augengneis. Außerdem umfasst der komplexe Aufbau unter anderem Amphibolit, Glimmerschiefer, Gneisquarzit, Marmor und Quarzit sowie im südlichen Seekar kataklastischen Gneisquarzit.
Im steilen Gelände nordöstlich des Gipfels ragen auf rund 1900 Meter Seehöhe mehrere, wenige Meter hohe Felsformationen empor, die aus wechselnden Lagen von Marmor und Amphibolit bestehen. Mitunter sind dünne Lagen von aplitischem Pegmatit eingeschaltet. Unterhalb dieser Stelle besteht eine Halde mit tonnenschweren Marmorblöcken. Rund 900 Meter nordöstlich des Seespitz sowie 100 bis 150 Meter nördlich einer aus den Almmatten herausragenden Plattengneisfalte, dem sogenannten „Ofengwölb“, liegt der Fundort eines handtellergroßen Marmorrollstücks. Das 2021 beschriebene Stück besteht aus einem durch Eisenhydroxid bräunlich gefärbten Sockel aus Silikatmarmor, einer etwa ein Zentimeter dicken Gangquarzlage mit kleineren Querklüften und darüber einer schmutzig-weißen grobkristallinen Marmorlage, die honigbraune, stängelige Kristalle führt. Die Kristalle konnten der Turmalingruppe zugeordnet werden und stellten sich bei Laboranalysen als eisenhältiger Dravit mit deutlicher Uvit-Komponente heraus. Bereits 1979 hatte Heinz Meixner einen vermeintlichen Uvitfund aus einem Marmor nahe des 400 Meter südlich gelegenen Speiksees beschrieben.

## Aufstieg

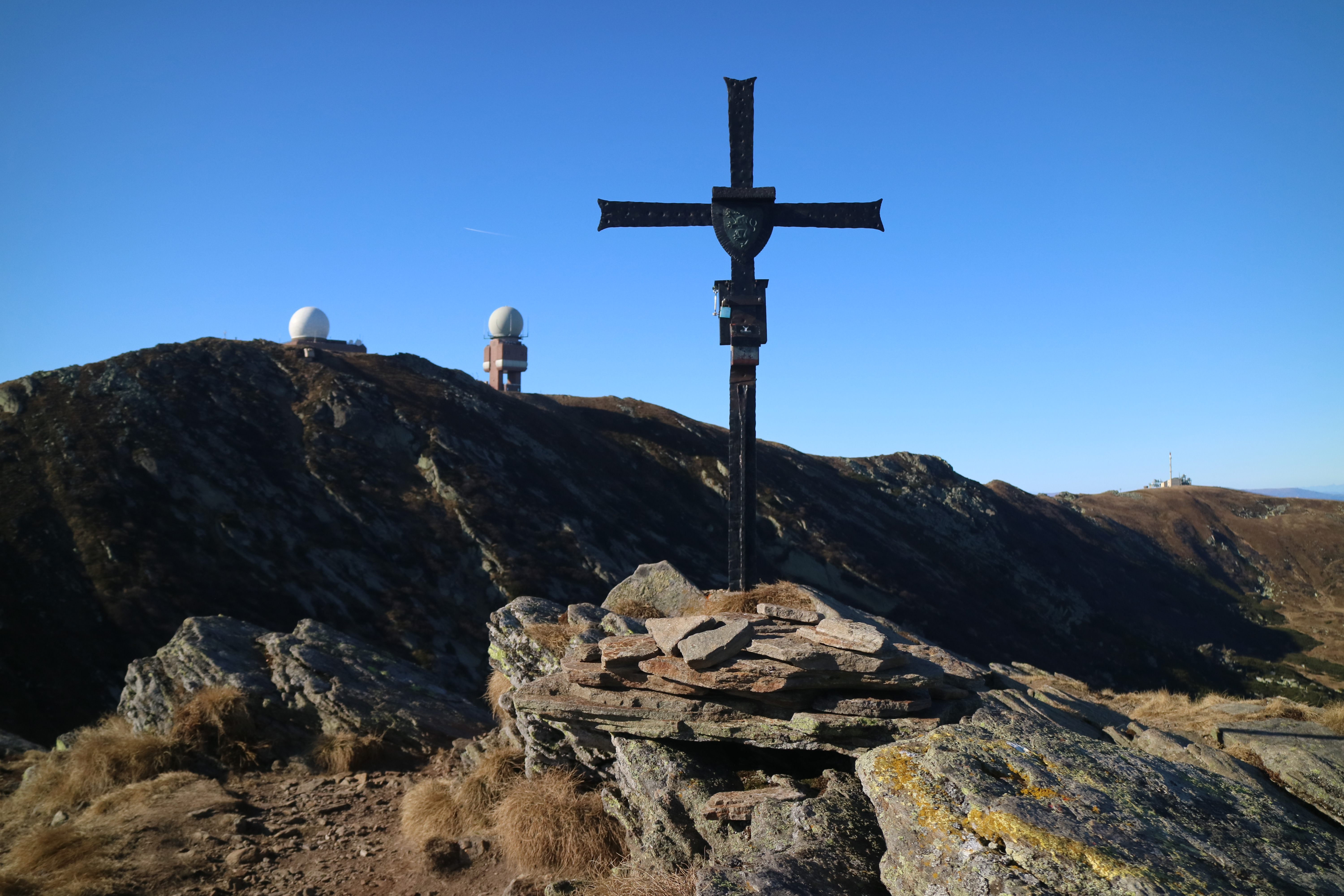
Gipfelkreuz mit „Goldhauben“

Der Seespitz kann entlang des Kamms auf einem unmarkierten Wanderweg überquert werden. Von Norden kommend zweigt der Pfad links vom Nord-Süd-Weitwanderweg ab und führt vorbei an einem auffällig geformten Steinmandl unschwierig auf den Gipfel. Der Abstieg in den Seespitzsattel erfolgt über eine wenige Meter hohe, felsdurchsetzte Steilstufe und erfordert dementsprechend Trittsicherheit. Aus westlicher bzw. südlicher Richtung ist der Seespitz vom Koralpenhaus über den Großen Speikkogel in etwa 50 Minuten erreichbar. Im Norden können die Grillitschhütte (etwa 1¼ Stunden über die Hühnerstütze) oder die Grünangerhütte (etwa 1¾ Stunden über Loskogel und Steinmandl) als Ausgangspunkt dienen.